# Miejski Ośrodek Sportu i Rekreacji w Opolu

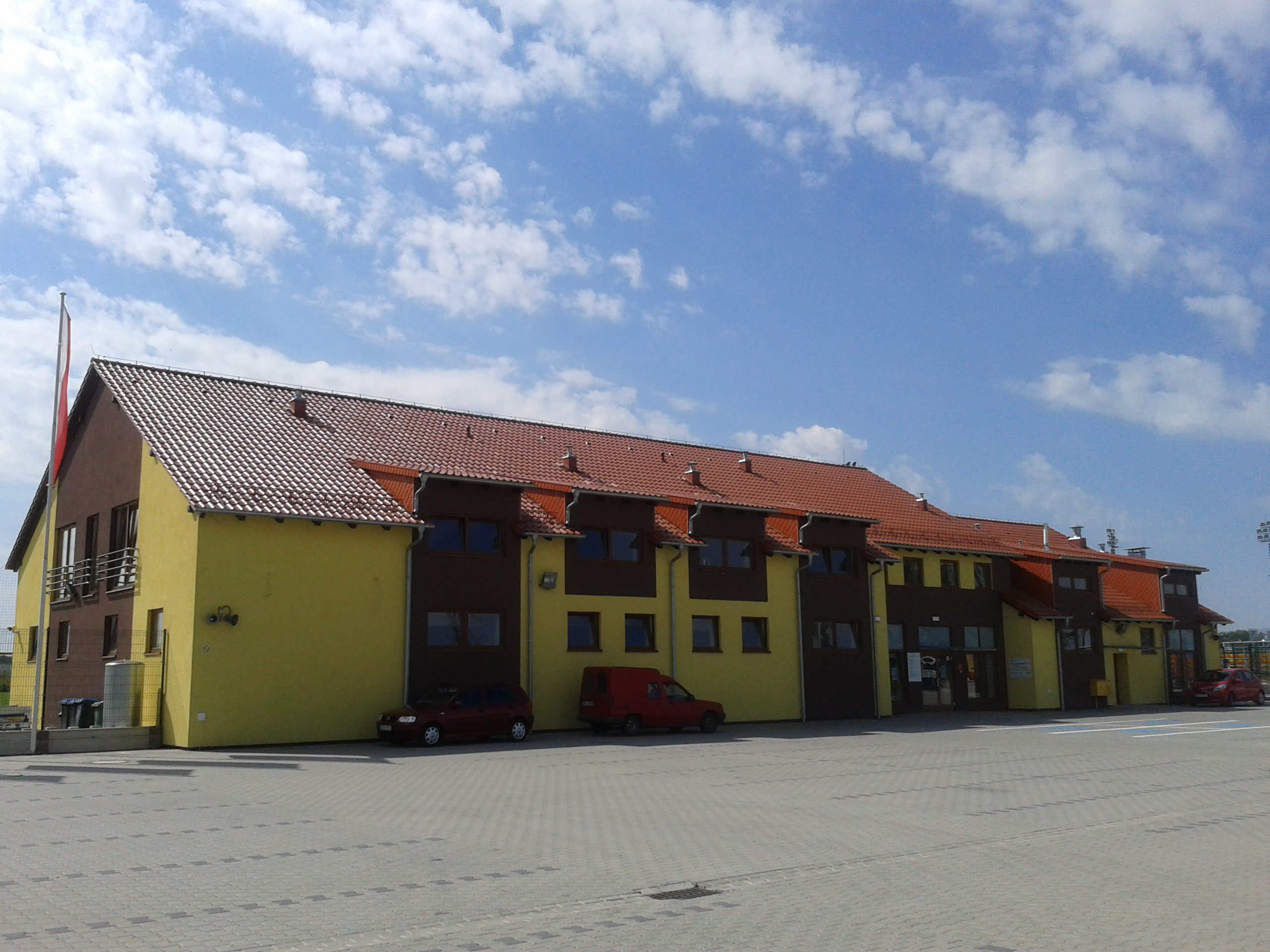
Centrum Sportu w Opolu

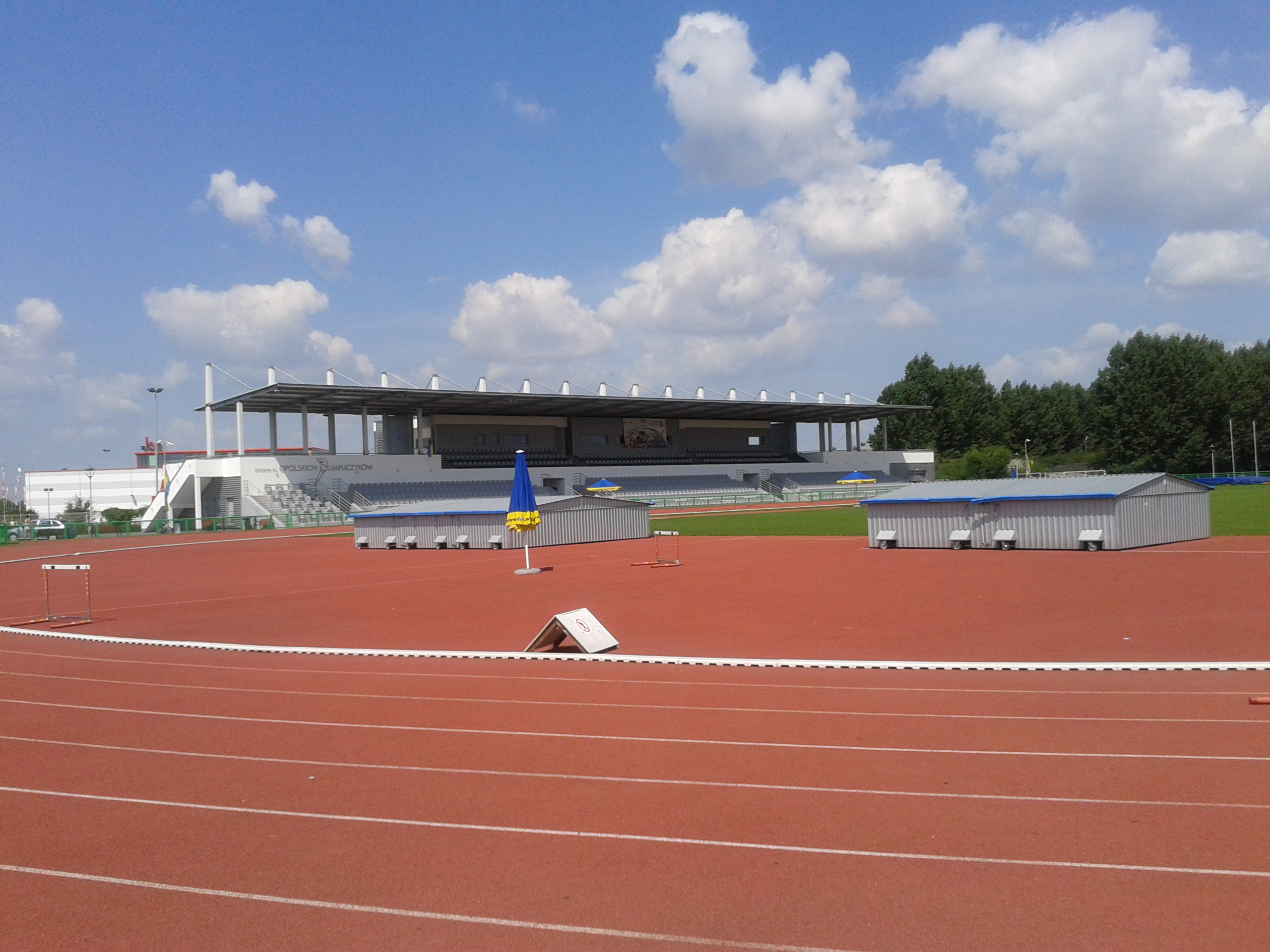
Stadion im. Opolskich Olimpijczyków w Opolu

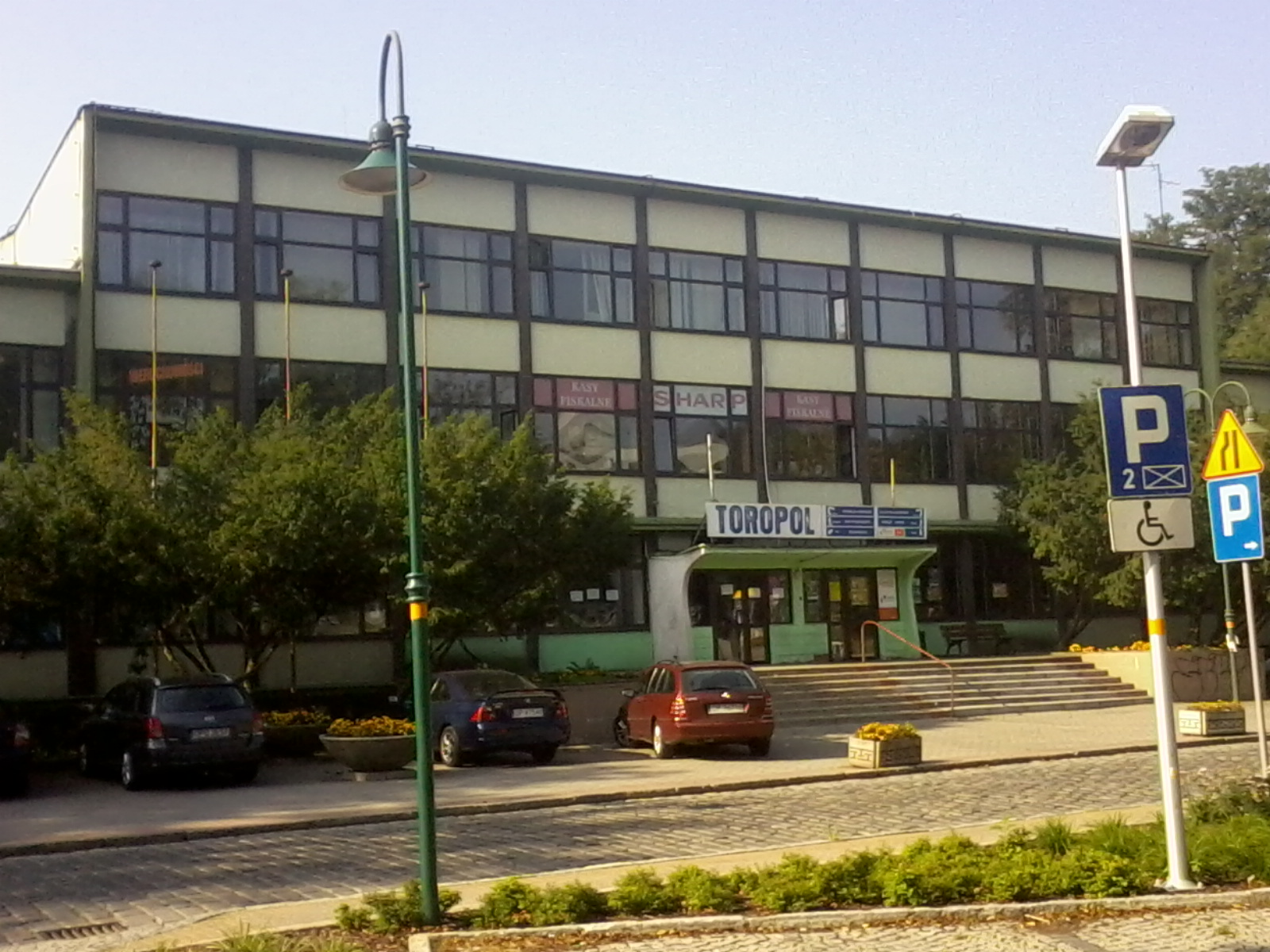
Toropol

Miejski Ośrodek Sportu i Rekreacji w Opolu – jednostka budżetowa zajmująca się krzewieniem kultury fizycznej, sportu i rekreacji w Opolu. MOSiR swoją siedzibę ma przy ulicy Norberta Barlickiego 13.
Dyrektorem MOSiR-u jest Marcin Sabat.

## Obiekty
- Basen letni „Błękitna Fala” (plac Róż 1)[3]
- Dom wycieczkowy „Toropol” (ul. Barlickiego 13)[4]
- Stegu Arena (ul. Oleska 70)[5]
- Centrum Sportu (ul. Wandy Rutkiewicz 10)[6]
- Kryta pływalnia „Akwarium” (ul. Ozimska 48B)[7]
- Kryta pływalnia „Wodna Nuta” (ul. Prószkowska 96)[8]
- Miejska Informacja Turystyczna (Rynek 23)[9]
- Zestaw siłowni zewnętrznych (Bulwar im. Karola Musioła)[10]
- Skatepark (ul. Bielska 2)[11]
- Stadion Miejski „Odra” (ul. Oleska 51)[12]
- Fitness klub „Olimp” (ul. Sosnkowskiego 12)[13]
- Miejski Stadion Lekkoatletyczny im. Opolskich Olimpijczyków (ul. Sosnkowskiego 12)[14]
- Sztuczne Lodowisko „Toropol” (ul. Barlickiego 13)[15]
- Wieża Piastowska (ul. Piastowska 14)[16]
- Zespół Boisk Orlik 2012 (ul. Bielska 2)[17]
- Zespół Boisk Orlik 2012 (ul. Czaplaka 46)[18]